# Triplophyllum heudelotii
Triplophyllum heudelotii är en ormbunkeart som beskrevs av Pichi-serm. Triplophyllum heudelotii ingår i släktet Triplophyllum och familjen Tectariaceae. Inga underarter finns listade.